# 武具
武具（ぶぐ）とは、戦いに使われる道具のうち、主に得物、飛び道具（古来日本にある物）、鎧、兜、甲冑、小手、手甲、具足などをいう。いわゆる武器に含まれるもので、兵器に対して武具であり、その中でも白兵戦や格闘戦などの戦闘の際に用いられる武器や防具ほか、シンボル的存在の軍旗（幟旗等）、軍艦旗や纏、指揮用具である軍配団扇、采配の他に火薬フラスコ(en)、馬具等、戦の身の回り品等を含め、特に日本語としての武具は歴史的軍装品のことをいう場合が多い。当記事では、歴史的軍装品について扱う。

## 概要
武具は個人が個人を相手に戦闘する場合に用いられる道具である。これらの道具は直接相手に損害を与える武器と、自分が相手からの攻撃で損害を被らないための防具に大別され、武器はより大きい損害を与え、防具は可能な限りの防衛を可能にするために研究・発展して来た歴史を持つ。
この際、武術に用いられる道具が武具となるが、日本ではこれらの大半は、相手に損害を与えるための武器が多く、逆に盾といった物は他国と比べると、ほとんど用いられない。これは優れた武術の使い手になるほど、武具を盾として用いて、相手の攻撃を避けることが可能になるためと、最終的に首をとるため組討になるためである。また鎧に盾の一部が付いていたり、設置式の盾に持ち運べるように改良が施されたり母衣など防御補助が充実していた。弓矢・弩による一斉掃射や十字射撃、火炎放射や石つぶて隊の投石や大型兵器（対人兵器）や戦略的罠にはめられたりしたらひとたまりもないとはいっても、騎馬戦や白兵戦における武具の有無は、一騎当千という言葉に誇張があるとはいえ、数の不利を個人の力量で補うことも可能であった。
大型の武具でも人間が扱う上で普通は使用者の2～3倍の大きさが限界とされ（これは長柄形の基準で通常は使用者の身長までが基準とされる）、重さは通常4～6kgで、7kg辺りから常人には扱いきれないといわれる。最大で14kgにも及び（さすがに重すぎで単純な動きが基本）、軽いものは3kg位か、それ以下になることもある（刀剣等は通常約1kg位が基準）。軽く見えるが、武具は重ければよいというわけではなく、巨大化・長大化すると重心が前に寄り過ぎて、肉体的にも感覚的にもつらく重く感じてしまう上、相手は止まっているのではなく、動き回ってこちらに対して攻撃・防御・開発・策略をめぐらせる相手である以上それも考慮に入れなければならず、振る途中で急転回やすぐに振り上げるなどの動作の必要があり、そうなると受ける重力はその武具、本体重量の数倍以上にもなることすらある。空気抵抗なども激しくなることも考えると、これでも重すぎるぐらいである。ある程度なら軽減することも（武術的にも工業技術的にも）可能だが、重さそれ自体が必要になることもあるため、その組み合わせ、バランスが難しい。
武具とは、基本的に戦闘用に作られているものだが、元々は他の道具を転用した物も多く存在し、例を上げると、狩猟具からは弓・矢、槍、（万能）ナイフなど、農具からは斧（工具にも転用可能）、鎌など、工具からはハンマー、つるはし、フックなどがある。刀剣類は小さな争い（けんかなど）から大きな戦争に至るまで世界中に見られ（例外はあるが）、戦闘用に作られたものであるため、そこから来るイメージにより一種の象徴的扱いをされているが、実際には護身用や副装備的な扱いをされることが多い。
通常、戦場での戦死者の5～7割は対人兵機器類、矢や投石器などの飛び道具によるもので、2～4割は槍、棍等の長柄武器で、その他は投石機（建造物の破壊や密集した大部隊の駆逐が目的）や刀剣類、戦斧、打撃武器、（長さによっても違う上、他の武器に組み込まれるのも多い）、トラップ、また（火炎瓶、煮た油や火炎放射器などによる）火傷であった。しかし、この割合は平均であり、例えば、暗夜や濃霧などの視界不良や長期戦などで矢の補給が受けられない時などや、地形、防壁、障害物などの作成、室内戦や不整地などでの戦闘、心理戦、情報戦、武具の形状、開発または兵士の人数、士気、訓練、戦術・戦略などの要因により、必ずしもこの通りにはならない。
強力な戦力・大軍・武器などを持っていても、それは戦争、戦闘、特に戦術や戦略を有利にするための一つの手段でしかない。

### 拳法
拳法は徒手空拳、つまり手ぶらの状態で相手を打ちのめすことを目的とした格闘技全般を指す言葉であるが、次第に身近で入手しやすい物を取り入れた中国武術へと発展してきた歴史を持つ。もっとも拳法の原点は、戦場で武器を持った相手を、素手で打ち倒すことを目的にするのと同時に、武具を扱う時の、弱点の補助、バックアップとしても発展してきた歴史がある。
そして武術の発展に伴い、様々な武具が開発され、実用に供されたり、スポーツとしての武道に用いられてきた歴史を持つ。

## 武具の思想
武具はその発展経緯より、攻撃に用いる道具であるとともに、攻撃を防ぐための道具であるものが多い。中には、攻撃のための打撃の際に受ける衝撃を和らげるものや、防御に特化して相手の攻撃を封じるために用いるものや、相手の武器そのものを攻撃するために存在するものもある。
これらの道具は上手に扱うにはそれなりの技能を必要とするが、その一方で取り回しに便利なよう、ほどよい大きさになっているものがほとんどである。例えば棒術や杖術に用いられる棒であるが、大抵の場合において、最も扱いやすい長さは、使用者の乳首の位置であるとする説が有力である。今日でも乳切棒という言葉に残るこの長さの棒は、振り回して良し・打ち下ろして良し・突いて良し・絡めて良しと、ほぼ万能に用いることが可能であるとされる。

### 使用方法
これらの道具の扱い方は、人間の道具である以上、人間が扱うために、人間が可能な動作によって操られる。その基本的な動作は主に以下にのべる。
（※槍#使用例も参照）

#### 攻撃
振り下ろし棒状の武具における、もっとも簡単な攻撃法である。打撃面が線になるため、相手に受け止められたりすることに繋がりやすいが威力もあり、防御に切り替えやすい。
打ち込む振り下ろしに前進する力を加えることで、打撃力を増加させる。相手の間合いに飛び込むことになるので、事前にすきを作っておかないと、返り討ちに遭う。
はね上げる振り下ろしよりも打撃力に欠けるが、比較的死角からの攻撃が行いやすい。蹴り上げることにより加速度が増し、この攻撃を補助するが、一方で自身の防御に問題が出る。
突く戦闘こと戦場において最も一般的な攻撃で、先端部の、狭い面積に打撃を集中させることで、対象に与えるダメージを増強する。また、すきが少なく、比較的遠間からの攻撃を得意とする。特に正確に急所を狙った場合の打撃力は格段に威力が倍加するが、逆に命中させること自体が難しく外れやすい。しかし速度が付きやすく、打撃面が点となるため、受け止めにくい。また受け流す、弾く場合も同様に難しい。体重をかけて体当たりする要領で突くと、とてつもなく破壊的で貫通力の高い技になるが、弾かれたり、払ったり、受け流されると極端に体勢を崩すことになるため、死角から奇襲するか相手を無力化させてから使うのが好ましい。これらの動作を組み合わせると相手側からは間合いに入りづらく、近づきにくい。また、これらの動作が相手に読まれづらいことも有利に働く。しかし、突きの動作自体難しく、完全に使えるようになるのに長期の訓練を必要とする。
一般的な槍や刀剣の場合、使い方が少々異なる時がある。まず刀剣の場合、胸を突く時に、胸郭（きょうかく）に守られているため、刀身を横に寝かせて胸郭のすき間を突く方法を取ることが多い。槍の場合は、突く時に手首をひねって槍を回転させることによって威力をさらに上げることができる（原理としてはドリルと同じ）。またこれら一連の動作を素早く繰り出す者の中にはこれを二撃、三撃と瞬時に使う者もいる。ただし全ての槍がこの技を使えるわけではない。
なぎ払う動作が大きいため、すきも生まれやすく、間合いに入られると対処しにくいが、攻撃範囲が面になるため、広範囲をカバーしやすい。攻撃と防御を同時に行えるという効果もある。相手自体を吹っ飛ばすのに都合が良い。対処されやすいため、返し技か対応策を伏せておくのが普通である。

#### 防御
払う相手の突きや振り下ろしをかわす基本的な動作で、特に急所への攻撃をそらして、自分が攻撃するすきを作るためにも用いられる。間合いや扱いを間違えたりすると相手の攻撃を受けやすくなる。（相手に動きが読まれると、返し技で逆にこっちが不利になりやすい）
絡める相手の手足や武器に、此方の武器を引っ掛け、一時的に武具を使えなくする。こちらの武具も使いにくい状態になるが、この際に相手の武器を払い除ける等の動作を組み合わせることで、大きなすきを作ることにも繋げられる。さらにうまくやれば相手の関節を痛めることができ、運が良ければ相手の武器を落とすこともできる。しかし絡める前に防がれるか逃げられることが多く、相手側からは攻撃しやすい。
払い除ける（構え崩し）構えた相手の武器を狙って攻撃を行うことで、すきを作り出すことができるが、外せばこちらにもすきが生まれ相手が有利になることがある。
受け止める振り下ろされたり打ち込まれた攻撃を完全に止めてしまうことだが、こちらの武具の打撃耐久性がないと、武具を失うことになる（相手も条件は同じ）。反面、完全に受け止めてから払い除ければ、より大きなすきを相手に作らせることができる。同時に相手にも反撃のチャンスがあるため、この状態をただちに解くことも必要になってくる。
受け流す受けた攻撃の衝撃を逃がす動作で、強度の乏しい武器で戦う時や破壊的な武器相手と戦う場合に多用する技で、肉体的にハンデのある女性や子供でも大の大人と渡り合うことができるため世界中にこの技が見られる。力を抜いて相手の攻撃をそらす動作が基本で、相手側はそれを予想した行動を取らなければ体勢を失いやすい。近距離で相手の攻撃を弓で受ける場合や盾の技としてもある。逆に相手の勢いに押されやすいため、回り込むようにすると良い。

### 大きさの基準
この乳切棒を含め、標準的な長さの単位では以下の体の長さが基準となる。中途半端に長かったりすると、逆に使い辛いこともある。
手の平の中指先端から手首の手前まで手に握った際に先端が飛び出す長さ。突いたり腕を打ち下ろして用いる。
手からひじまでの長さ手に持ったり、手首にあてがったりして用いる・手に持ったまま、自由に向きを変えやすいほか、相手からの攻撃を受け止めやすい。特に防御に向く大きさであると同時に、攻撃範囲が比較的広く、突く・打つ・払う・からめるといった、様々な技に用いやすい。
腕全体の長さ比較的取り回しに技術を要するが、相手の攻撃をなぎ払ったり、攻撃を避けて打ち込む際の攻撃到達距離を飛躍的に伸ばす。技量次第では、前後左右上下の全方向をカバーすることができる。
かかとから腰までの高さ腕全体の長さの物にほぼ準じるが、特に振り回す種類の物に向く長さで、打ちすえたり払ったりすることができるが、取り回しにやや難があり、複数を相手にする場合は注意が必要となる。
かかとから乳首までの高さ広範囲を攻撃しやすい他、守りにも転じやすい。しかし防御にすきができやすく、複数を相手にするのには、相当の技量を必要とする。
身長よりやや高い程度（俗にいう「六尺（180cm）」）突いたり打ったりなぎ払ったりといった動作を行いやすいが、反面取り回しが大振りになる。このため、攻撃も防御も散発的になりやすいため、攻撃範囲の広さを利用して、相手を近付けないようにして用いる。大型であるため、扱いが難しく、また疲れやすい。狭い場所では絶望的に扱い難い。

## 武具の一覧
以下に挙げるものは、現代における洋の東西を問わない分類であるが、現代においては格闘術の中に用いられている物を含む。

### 小型（手に収まるもの）
- ナイフ
  - ダガー
  - ファイティングナイフ
  - 匕首
- メリケンサック
- 手切棒
- 針
- パウダーフラスコ（火薬入れ）(en)
- バックラー：小型の盾

### 中型（腕の長さ未満）
- トンファー
- 釵
- 小柄
- 十手
- 警棒
- 肘切棒
- 双剣
- 采配
- 軍配団扇
- 軍扇（鉄扇）
- 短筒・馬上筒
- 鐙
- 拍車
- ラウンドシールド：最も一般的な盾の総称。
- カイト・シールド：主に騎兵用と考えられ、騎乗した際の足元の防御も兼ねているらしい。

### 大型（腕より長いもの）
- ヌンチャク
- 三節棍
- 槍
  - 薙刀
  - 長槍
- 棍
  - 乳切棒
  - 腰切棒
  - 耳切棒
  - 六尺棒
- 大盾：防壁用の盾で、普通地面に立て掛けて使う。
- 馬印：（うまじるし）将の存在を示すシンボル道具

### 飛び道具
- 弓矢
  - ボウガン（日本での比較的最近の呼び名）
  - 吹き矢
  - 投げ矢（後のダーツなど）
- 手裏剣
- アトラトル - 槍投器の一種
- スロウナイフ
- 投石器
- ギリシャの火（兵器）